# Antoni de Cardona i Enríquez
Antoni Folch de Cardona y Enríquez (muerto en 1555), también conocido como Antoni de Cardona, fue miembro de la importante familia noble catalana de los Cardona i virrey del Reino de Cerdeña.

## Familia
Hijo de Joan Ramón Folch IV de Cardona y de Aldonça Enríquez. Casado con la noble catalana Maria de Requesens (que adoptó el apellido de su marido, Maria de Cardona), hermana de Estefanía de Requesens. Tuvieron los siguientes hijos:
- Joan Folch de Cardona y Requesens, Virrey de Navarra en 1595. Se casó con Francesca Flordespina.
- Margarida Folch de Cardona y Requesens. Casada con Adam Herr zu Dietrichstein-Nikolburg, mayordomo mayor de Rudolf II.
- Francesc Folch de Cardona y Requesens.
- Anna Folch de Cardona y Requesens. Casada en primeras nupcias con Belasco de Alagón y Arborea, conde de Villasor (Cerdeña), en segundas nupcias se casó con Álvaro de Madrigal y Cervelló, barón de Alcalá y Mosquera.
- Beatriu Folch de Cardona y Requesens. Casada con Hug IV de Urríes y Ventimiglia, señor de la baronía de Ayerbe.
- Jerònima Folch de Cardona y Requesens.
- Joana Folch de Cardona y Requesens.

## Biografía
Fue virrey / gobernador y lugarteniente general de Cerdeña desde enero de 1534 hasta 1549. Durante su virreinato, mientras estaba fuera de la isla, el obispo de Alguer, Pere Veguer, actuó como virrey interino entre 1542 y 1545.
Hay constancia de que Carlos V envió varias cartas a Antoni Folch de Cardona como virrey de Cerdeña:
El 4 de abril de 1542, el rey Carlos V le envió una carta preguntando por un proceso contra Ángel Celtrilla y Jaume Corso por la muerte de Ángel Carcasona.
A 27 de agosto de 1542, el rey Carlos V, faculta a Jacob V de Appiano y de Aragón, señor de Pomblin, hijo de Jacob IV de Appiano y de María de Aragón, princesa de Salerno y sobrina del rey Ferran II de Cataluña, para extraer un número de caballos, bueyes y cabras de la isla.
Otra carta del rey Carlos V, esta fecha el 9 de octubre de 1542 en Monzón, faculta al obispo de Bosa, Baltasar de Heredia, para sacar 500 raseras de cereal de Cerdeña.
También se le identifica con Antón Serrano de Cardona en la Isla Isabela o Hispaniola, como procurador real.